# القرن 21 ق م
قرن 21 ق.م هو القرن الذي امتد من 2100 ق.م إلى 2001 ق.م.